# 996
Năm 996 là một năm trong lịch Julius.